# Rudolf Tomášek
Rudolf Tomášek   (Karlovy Vary, 11 d'agost de 1937) és un atleta txec, ja retirat, especialista en el salt de perxa, que va competir sota bandera de Txecoslovàquia durant la dècada de 1960.
El 1960 va prendre part en els Jocs Olímpics d'Estiu de Roma, on fou vuitè en la prova del salt de perxa del programa d'atletisme. Quatre anys més tard, als Jocs de Tòquio, fou sisè en la mateixa prova.
En el seu palmarès destaca una medalla de plata en la prova del salt de perxa del Campionat d'Europa d'atletisme de 1962, rere Pentti Nikula, i una altra de plata al Campionat d'Europa d'atletisme en pista coberta de 1966. El 1961, 1962, 1963, 1964, 1965, 1966, 1967 i 1971 guanyà el campionat nacional txecoslovac a l'aire lliure. Aquest darrer any també el guanyà en pista coberta.

## Millors marques
- Salt amb perxa. 5.03 metres (1963)[7]